# Rhyacophila obscura
Rhyacophila obscura är en nattsländeart som beskrevs av Martynov 1927. Rhyacophila obscura ingår i släktet Rhyacophila och familjen rovnattsländor. Inga underarter finns listade i Catalogue of Life.